# Вудмор (Мериленд)
Вудмор (енгл. Woodmore) насељено је место без административног статуса у америчкој савезној држави Мериленд.

## Демографија
По попису из 2010. године број становника је 3.936, што је 2.141 (-35,2%) становника мање него 2000. године.
| Група             | 2000.         | 2010.         |
| Белци             | 1.706 (28,1%) | 378 (9,6%)    |
| Афроамериканци    | 3.945 (64,9%) | 3.254 (82,7%) |
| Азијати           | 179 (2,9%)    | 79 (2,0%)     |
| Хиспаноамериканци | 123 (2,0%)    | 138 (3,5%)    |
| Укупно            | 6.077         | 3.936         |